# Janusz Soboń
Janusz Soboń (ur. 1957) – polski ekonomista, nauczyciel akademicki, profesor doktor habilitowany, działacz polityczny.

## Życiorys
W latach 1991–1996 był doktorantem na Moskiewskim Państwowym Socjalnym Uniwersytecie, gdzie uzyskał stopień doktora nauk ekonomicznych w zakresie nauk o zarządzaniu. W 1999 habilitował się, a w 2004 uzyskał tytuł naukowy profesora.
W latach 1997–1998 wykładał w Bałtyckiej Wyższej Szkole Humanistycznej w Koszalinie. Od 1997 do 2000 r. był adiunktem na Akademii Rolniczej w Szczecinie na Katedrze Polityki Gospodarczej i Rynku, skąd przeszedł na stanowisko kierownika w zakładzie Gospodarki Przestrzennej. Od 2001 do 2002 pracował w Wyższej Szkole Morskiej w Szczecinie w Zakładzie Rachunkowości i Finansów, również na stanowisku kierownika. Pracował także w Wyższej Szkole Ekonomicznej w Stalowej Woli, na Politechnice Rzeszowskiej oraz w Państwowej Wyższej Szkole Zawodowej w Gorzowie Wielkopolskim.
Następnie został wykładowcą Wyższej Szkoły Zarządzania i Administracji w Opolu oraz Państwowej Wyższej Szkoły Zawodowej w Suwałkach.
W 2004 na kilka miesięcy wstąpił do Samoobrony RP, z listy której bez powodzenia kandydował w wyborach do Parlamentu Europejskiego w tym samym roku (otrzymał 1809 głosów). Następnie opuścił to ugrupowanie.
Od 2012 pracuje jako wykładowca na Wydziale Inżynieryjno-Ekonomicznym Transportu Akademii Morskiej w Szczecinie.